# الرابية بني هجين (خيران المحرق)

تعديل مصدري - تعديل

الرابية بني هجين هي إحدى قرى عزلة شرقي الخميسين بمديرية خيران المحرق التابعة لمحافظة حجة، بلغ تعداد سكانها 1432 نسمة حسب تعداد اليمن لعام 2004.